# Liste des parcs de Taïwan

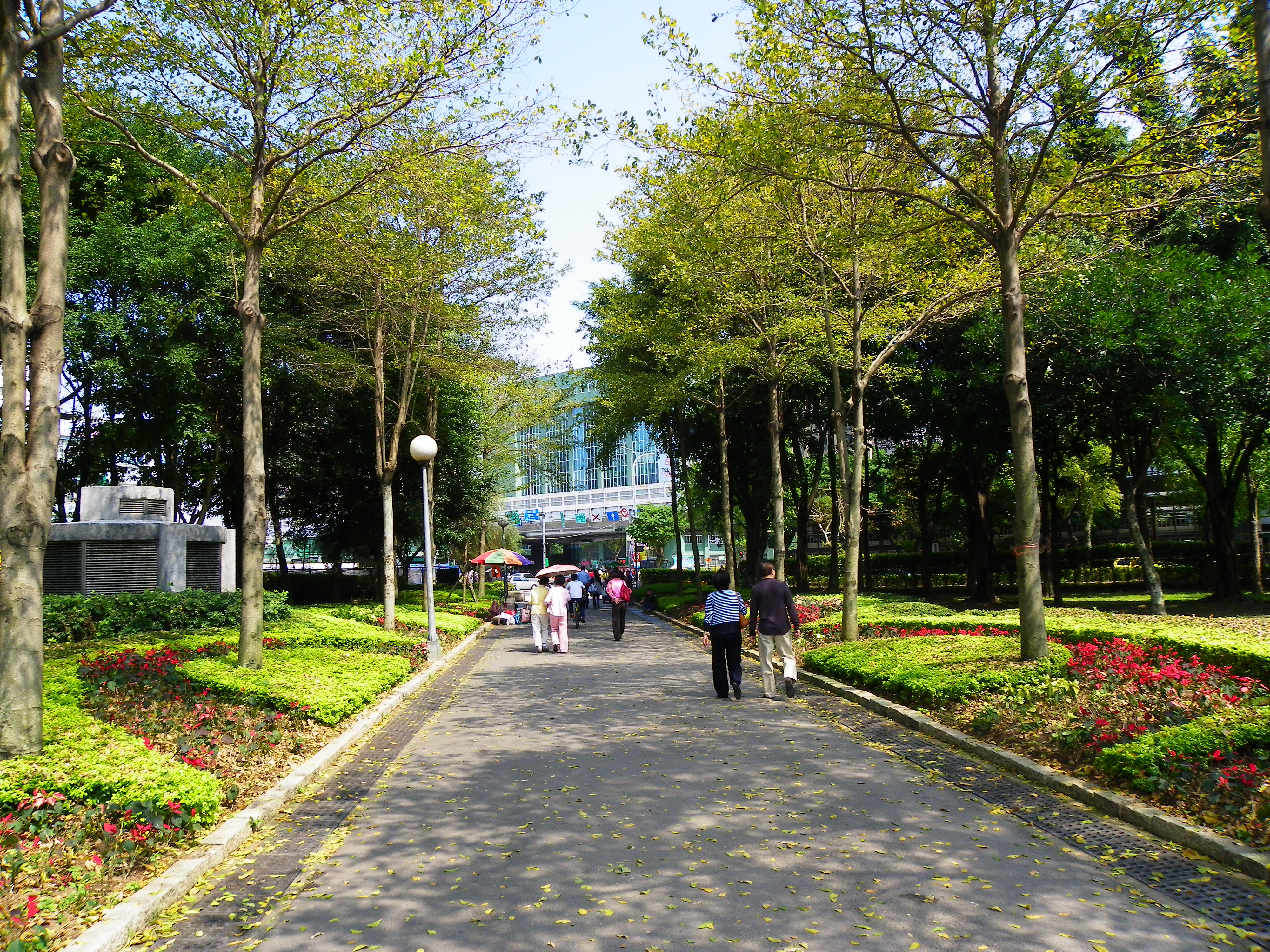
Parc forestier de Daan à Taipei

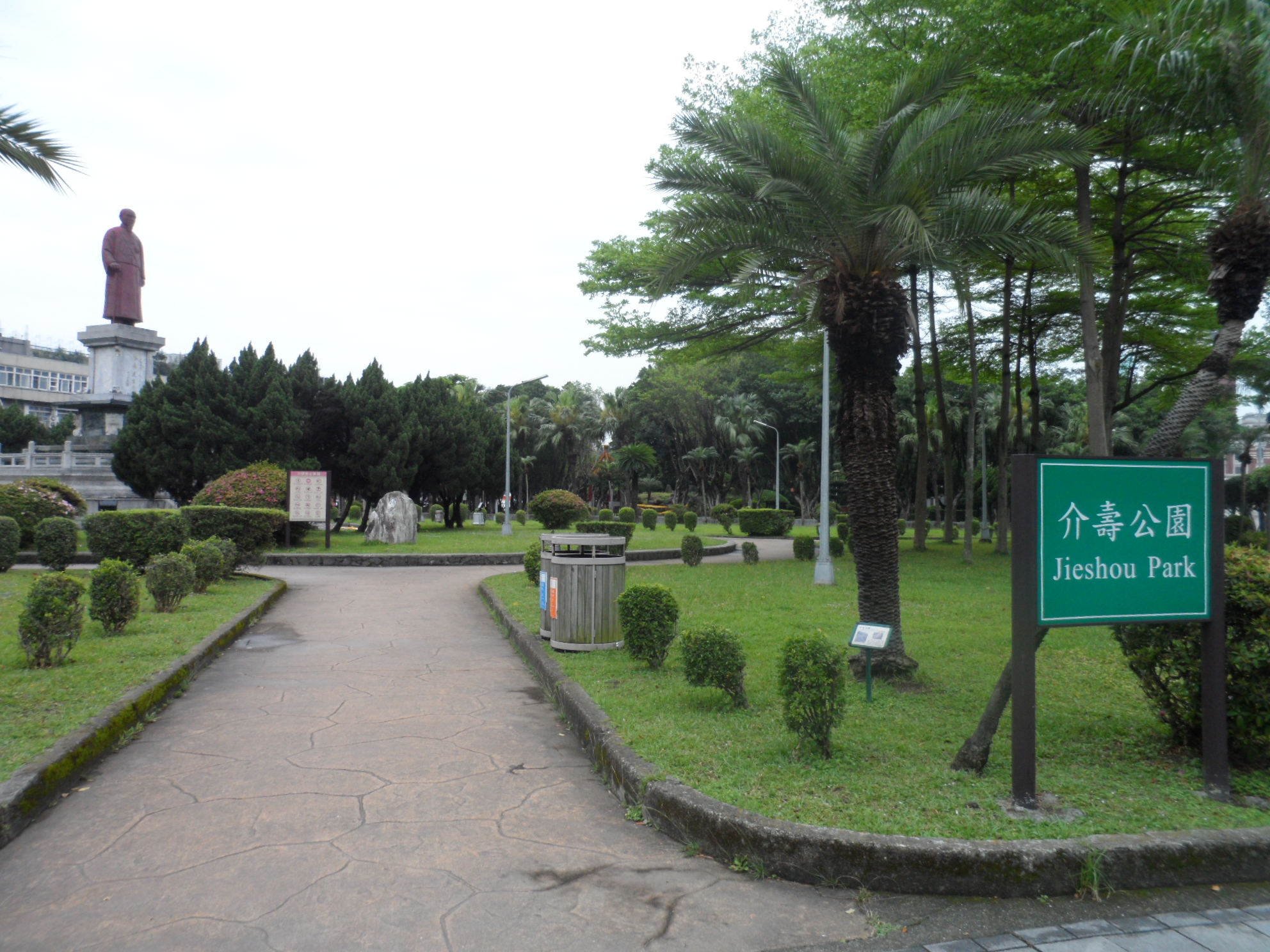
Parc Jieshou à Taipei

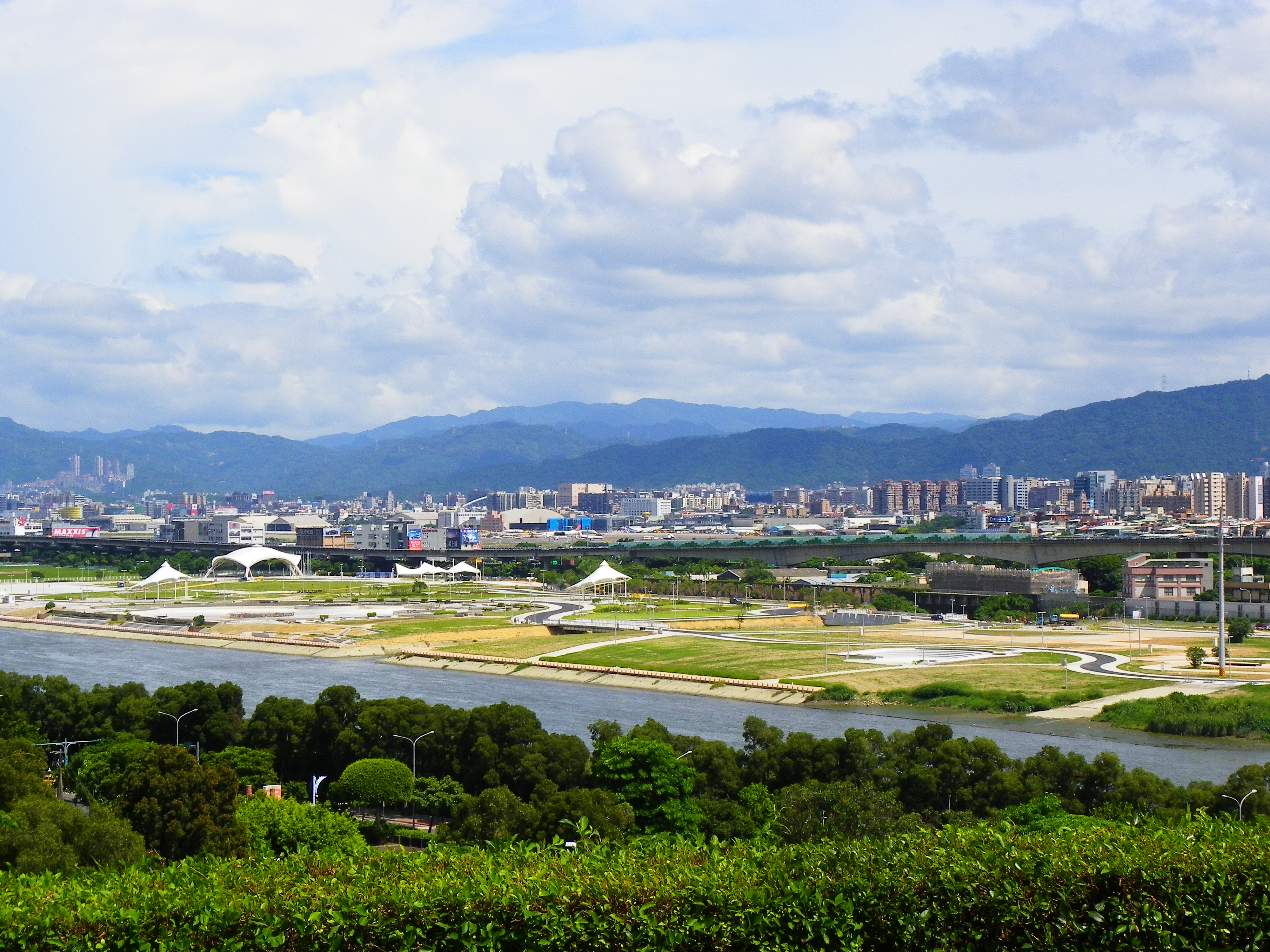
Parc riverain de Dajia à Taipei

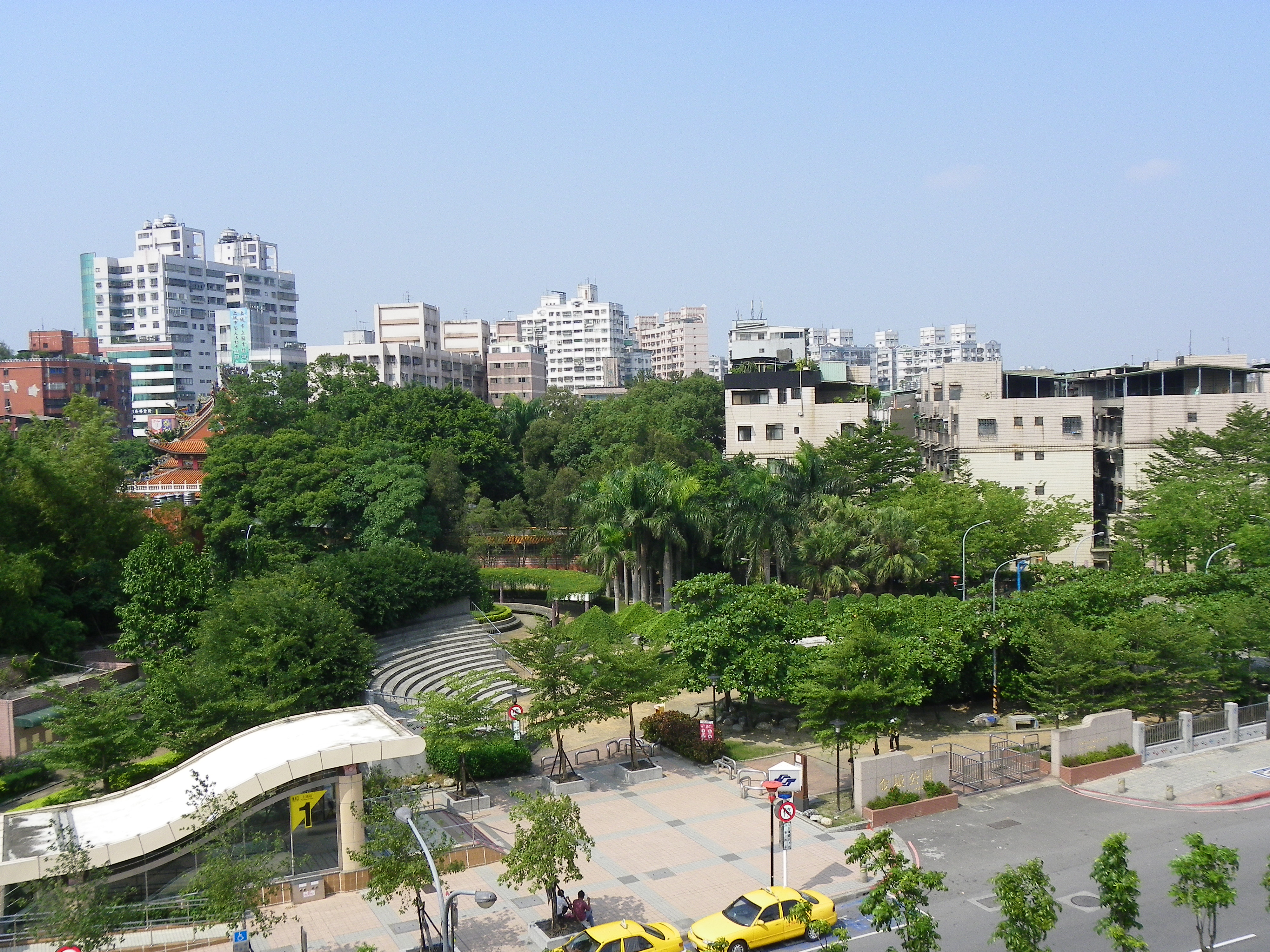
Parc Kinchen à Nouveau Taipei

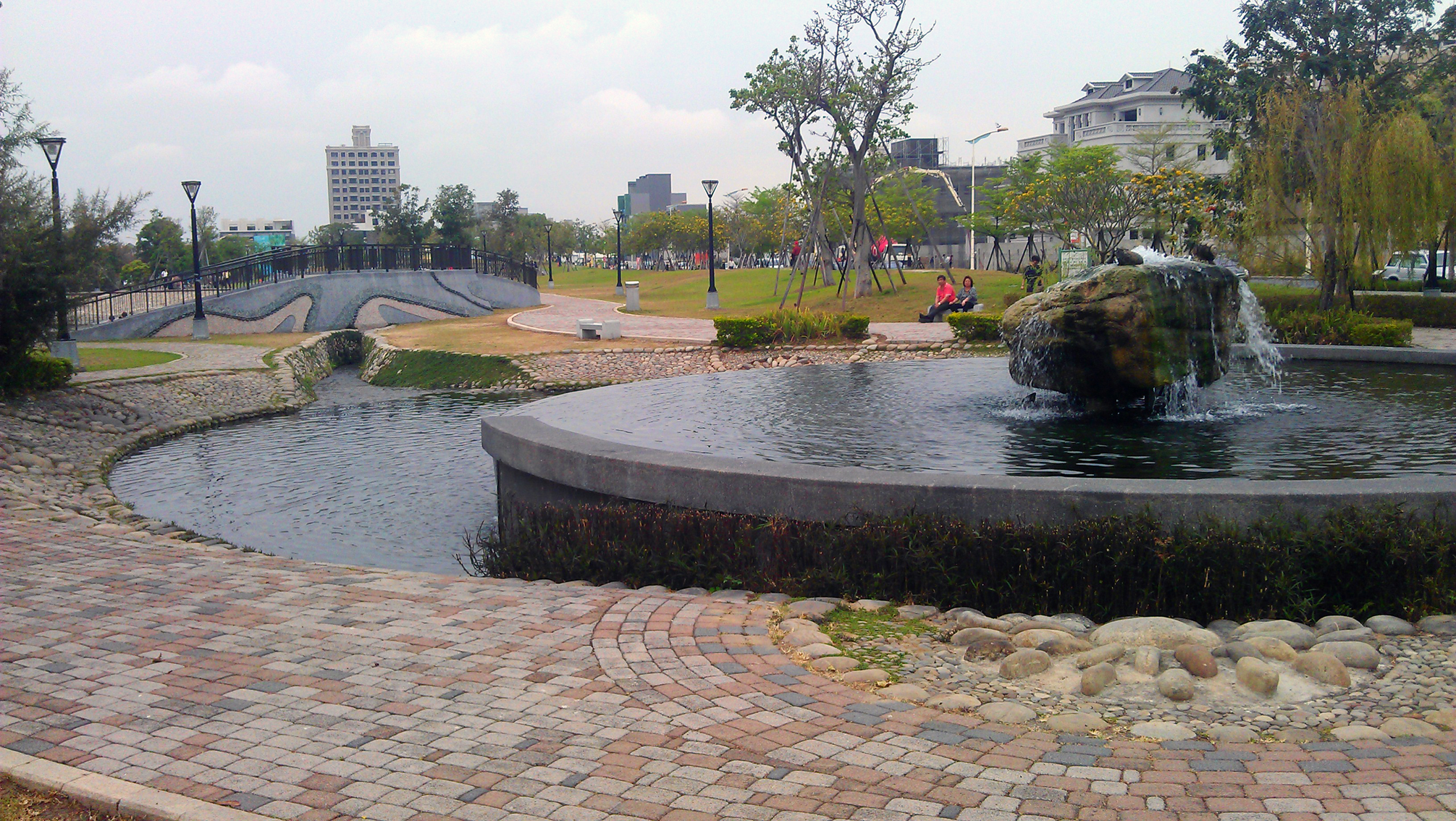
Parc écologique Taichung New Capital à Taichung

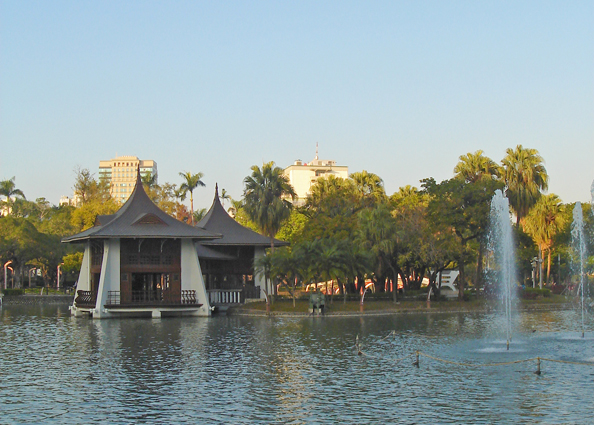
Parc Taichung à Taichung

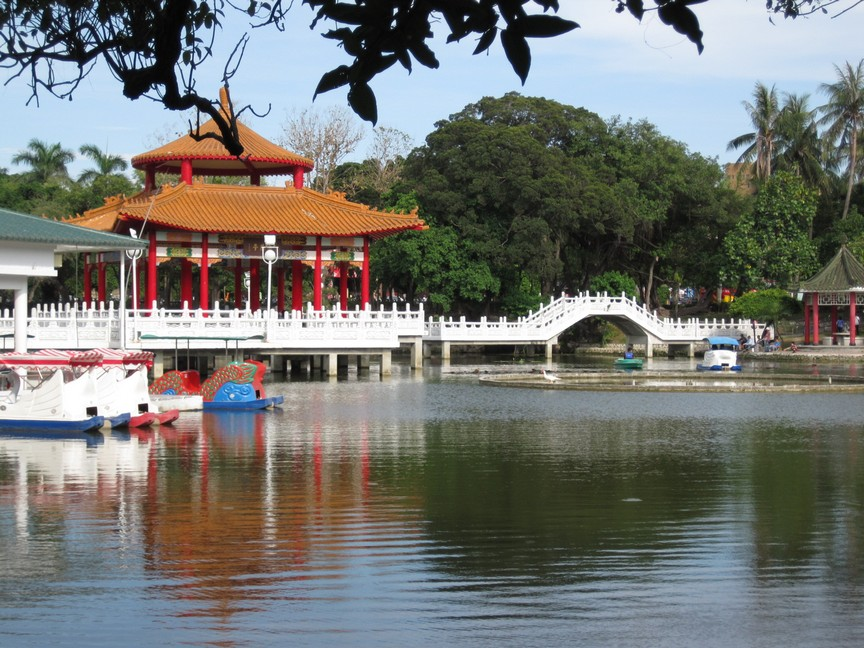
Parc Zhongshan de Tainan

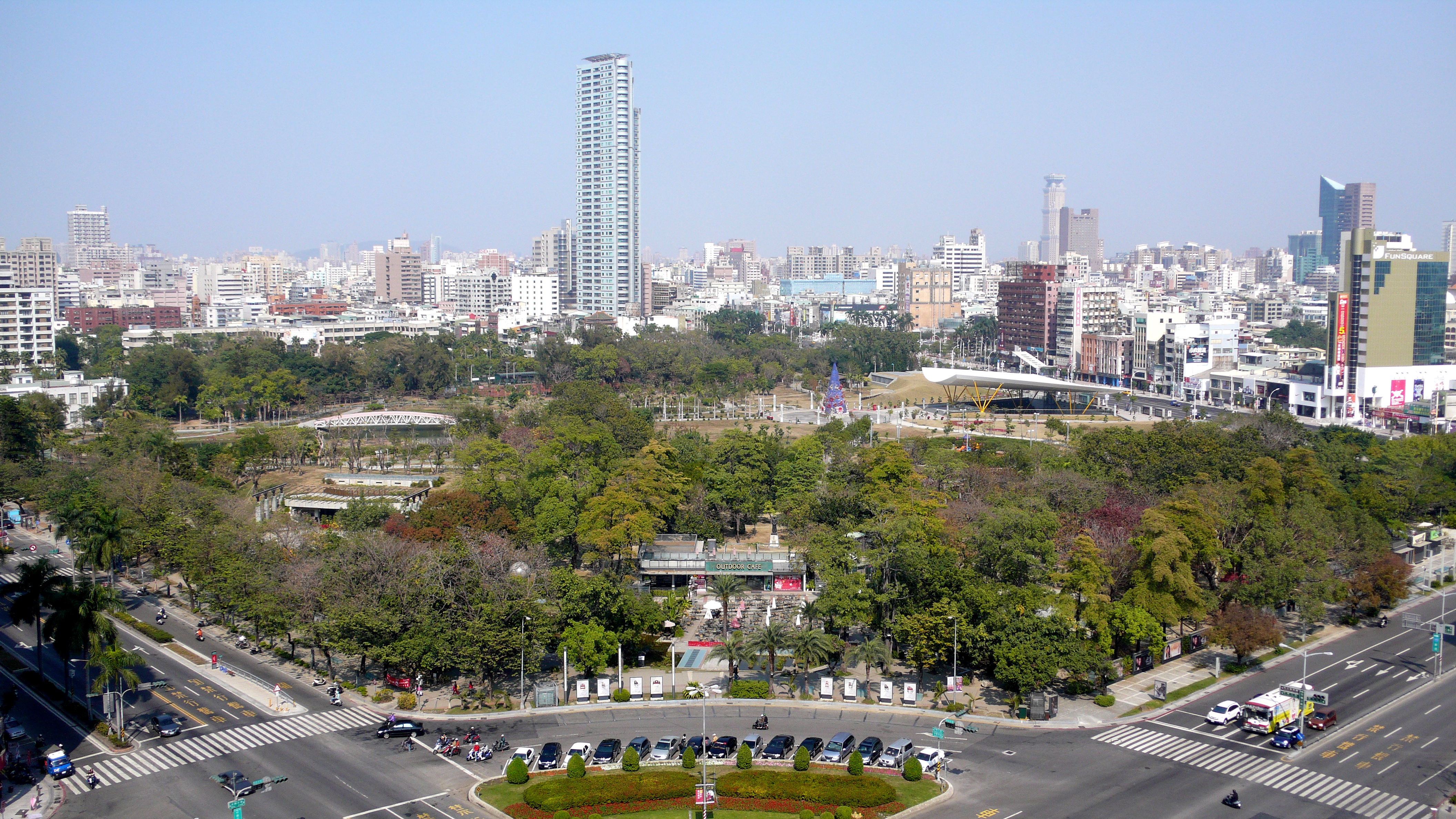
Parc central de Kaohsiung

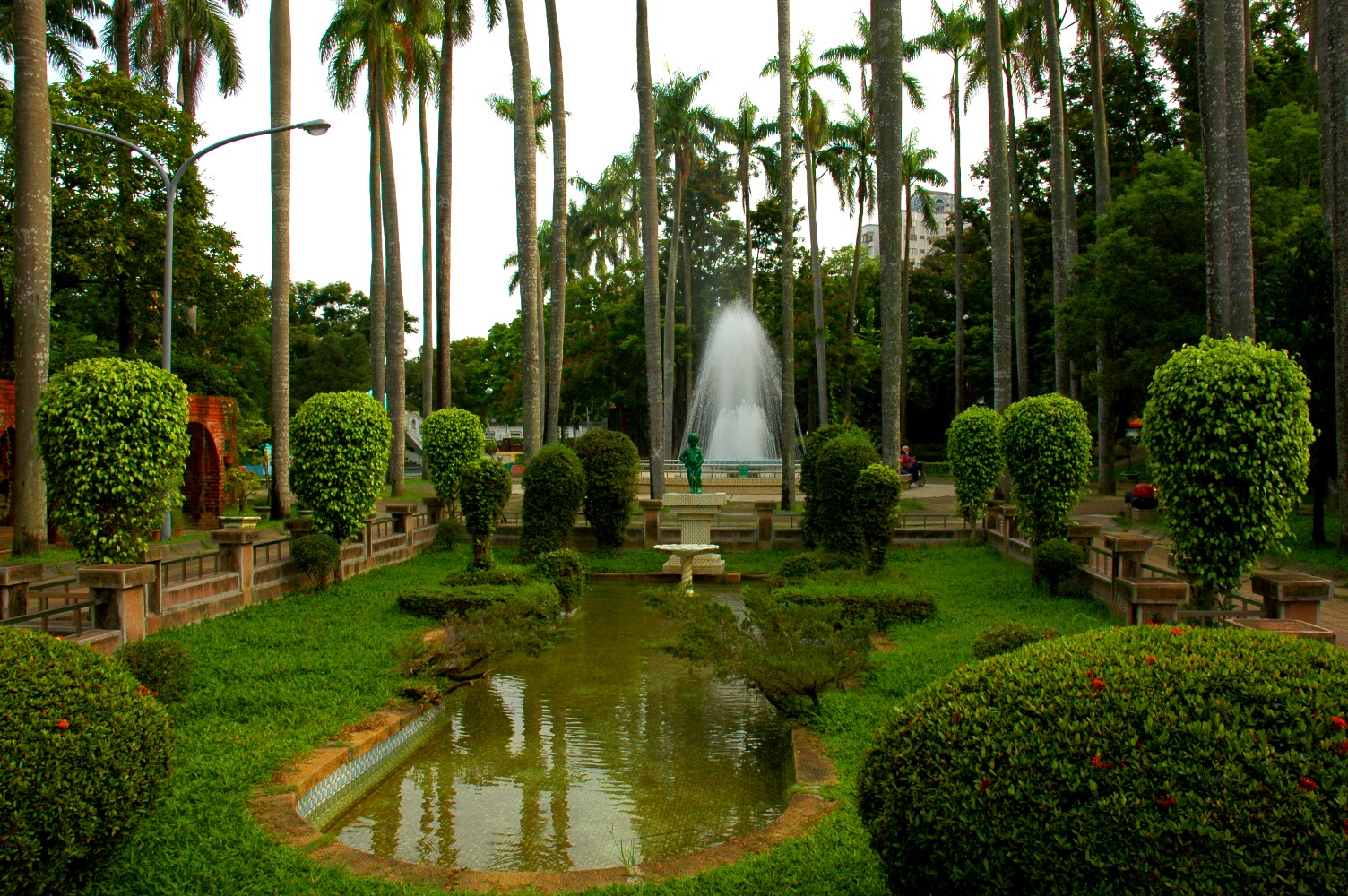
Parc Chiayi à Chiayi

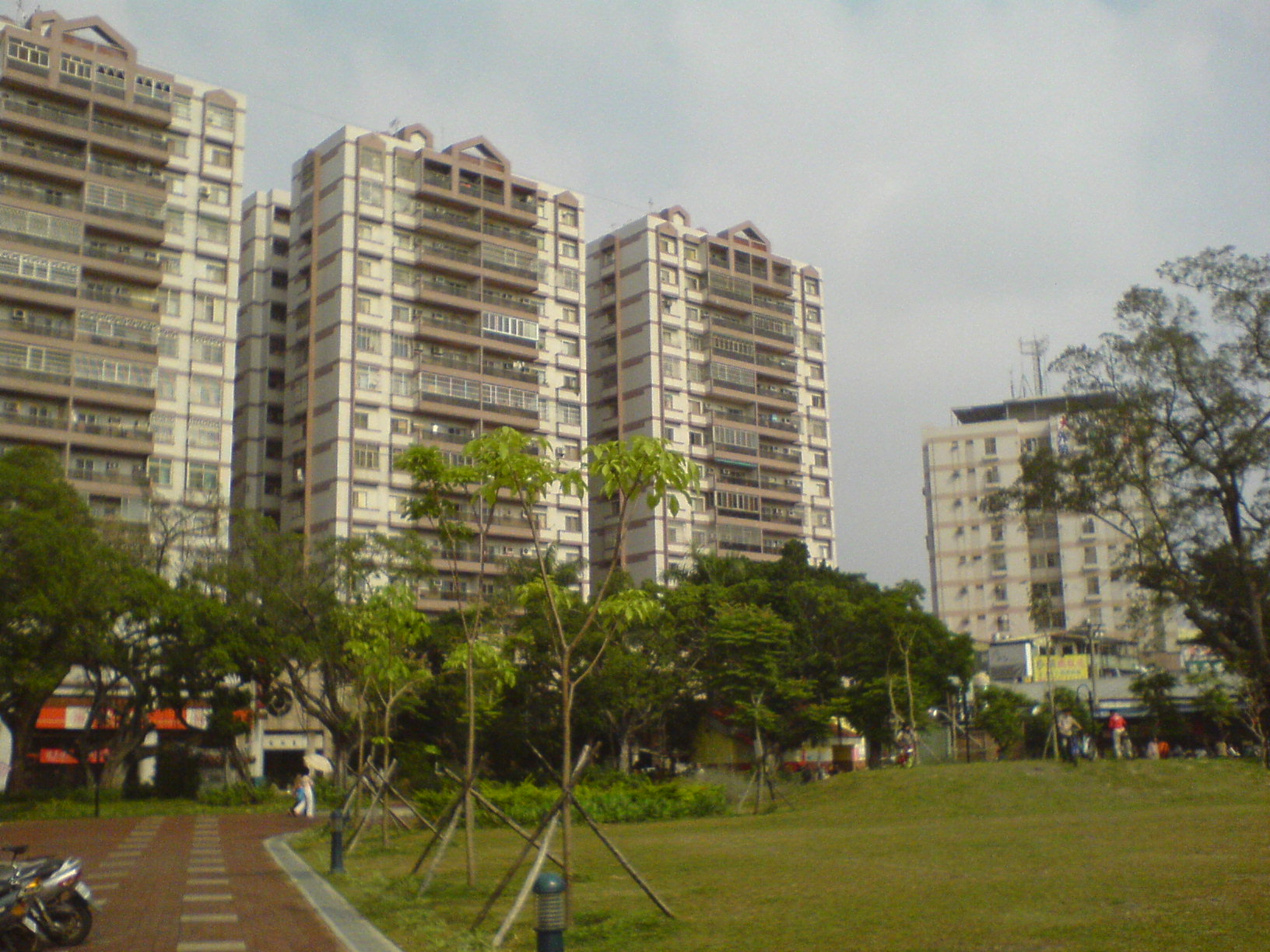
Parc de Yuanlin dans le comté de Changhua

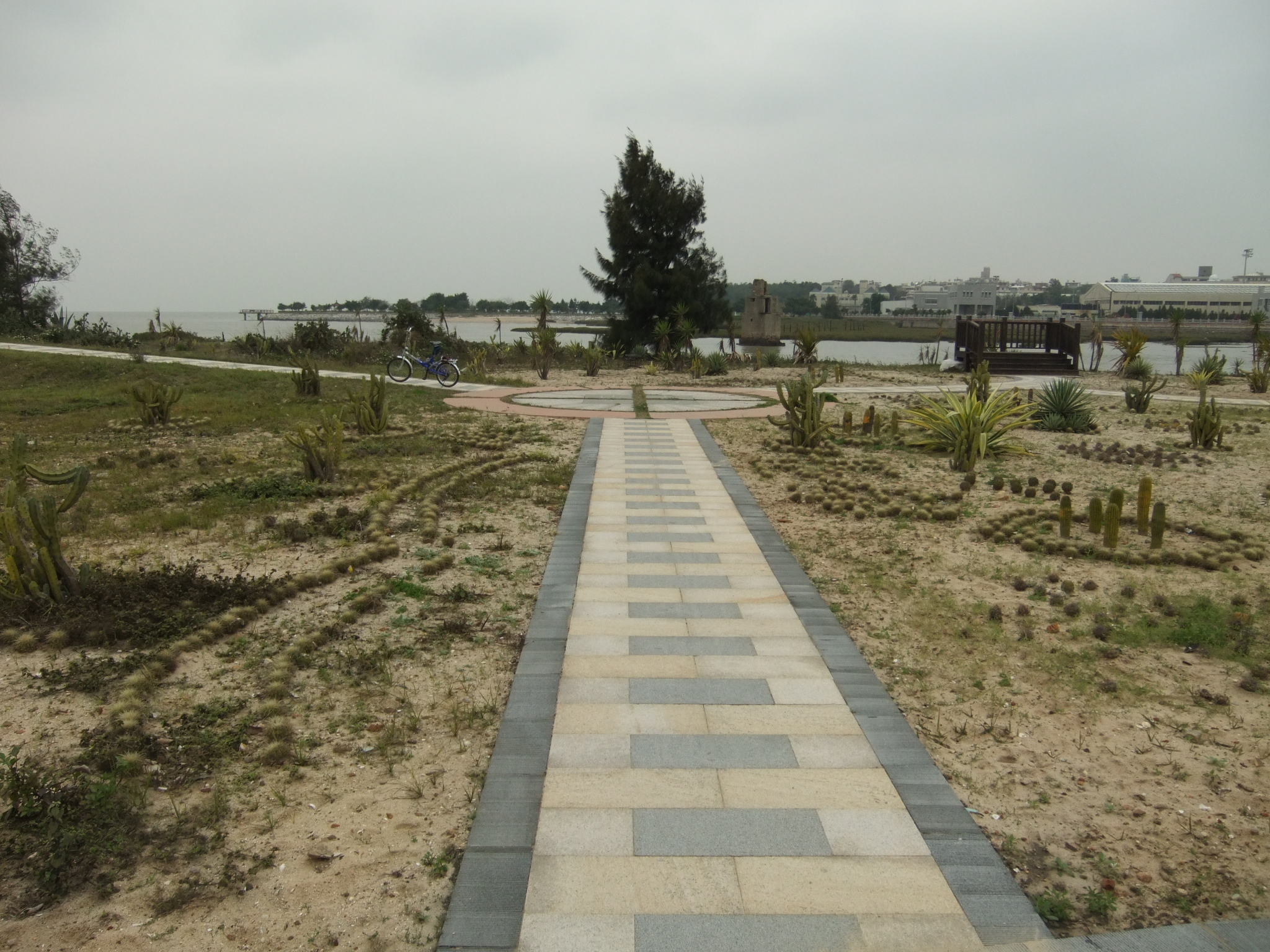
Parc du bord de mer de Jincheng dans le comté de Kinmen

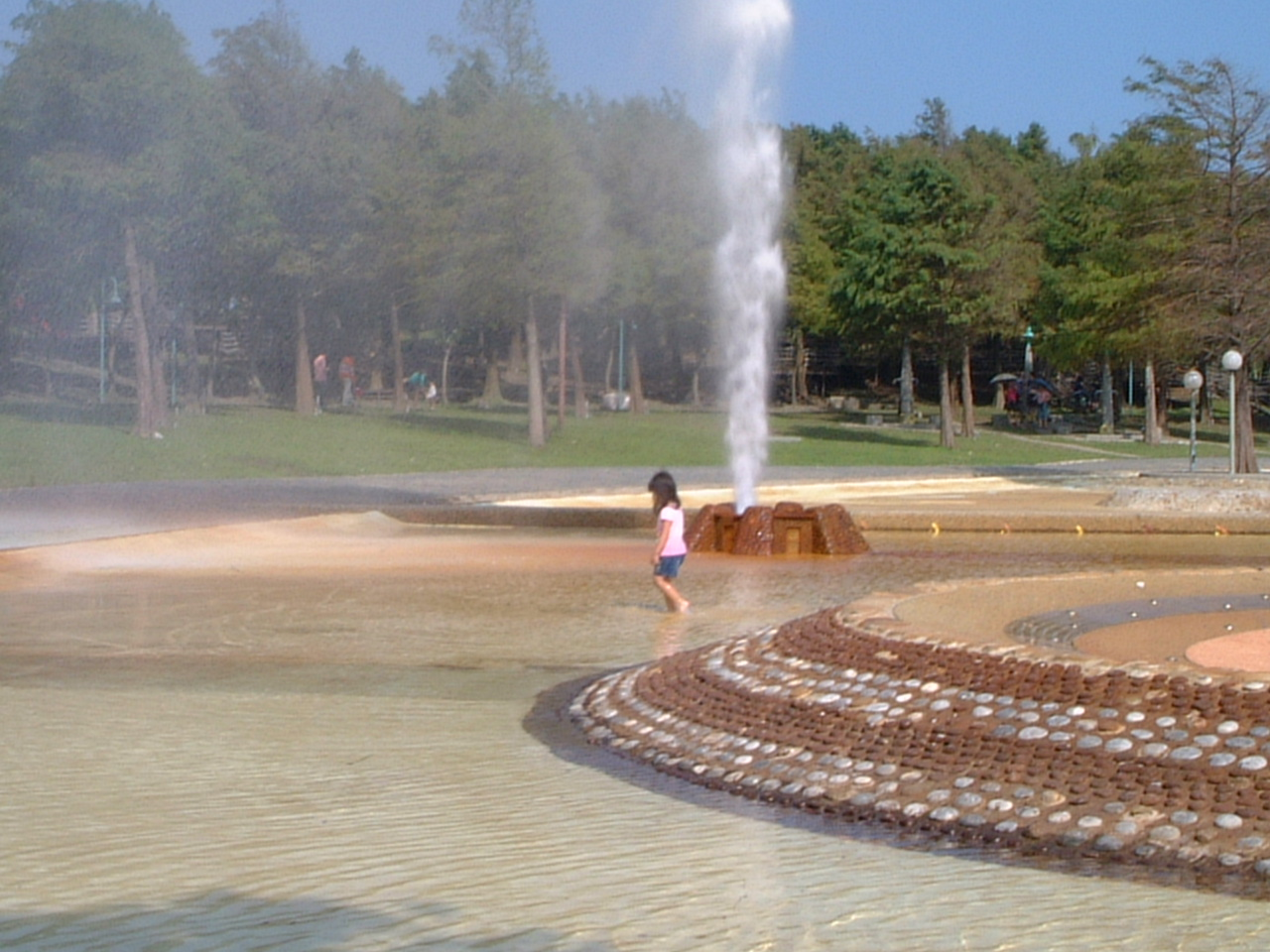
Parc aquatique de la rivière Dongshan dans le comté de Yilan

Voici une liste de parcs à Taiwan. 

## Taipei
- Parc du Mémorial de la Paix 228
- Parc des sports de Bailing
- Parc Bangka (zh)
- Parc Beitou (zh)
- Parc Bihu (zh)
- Parc riverain de Chengmei (en)
- Parc forestier de Daan
- Parc Dahu
- Parc riverain de Dajia
- Parc de restauration environnementale de Fudekeng
- Parc naturel de Guandu
- Parc riverain de Guanshan
- Parc Jieshou
- Parc riverain de Meiti
- Parc Nangang
- Parc Nanxing
- Jardin de Rongxing
- Parc Sanmin
- Parc écologique de Shanshuilu
- Place Shingyi
- Parc Shuangxi
- Parc culturel et créatif de Songshan
- Jardin botanique de Taipei
- Parc aquatique de Taipei
- Parc Xinzhong
- Parc riverain de Yingfeng
- Parc de la Jeunesse
- Parc linéaire de Zhongshan [1]

## Nouveau Taipei
- Parc lotus d'Erchong
- Parc riverain d'Erchong
- Parc Kinchen
- Parc de la Statue de Pierre

## Taichung
- Parc de sculptures de Fengle
- Parc Lüshun
- Parc métropolitain de Taichung
- Parc écologique de Taichung New Capital
- Parc Taichung

## Kaohsiung
- Central Park de Kaohsiung
- Jardin botanique tropical de Dapingding
- Parc marécageux de Jhongdou
- Parc métropolitain de Kaohsiung
- Parc Kaohsiung
- Parc marécageux de Niaosong
- Parc Shaochuantou
- Parc skywalk de Siaogangshan
- Parc de la Tour d'eau
- Parc métropolitain de Weiwuying
- Parc forestier de Youchang

## Tainan
- Parc touristique des mangroves de Qigu
- Parc métropolitain de Tainan
- Parc Tainan
- Jardin Wu de Tainan
- Parc Zhongshan de Tainan
- Parc du Mémorial Tang Te-chang
- Parc Yongkang

## Chiayi
- Jardin botanique de Chiayi
- Parc Chiayi

## Hsinchu
- Parc riverain de Huchenghe
- Parc Zhongyang

## Keelung
- Parc Chaojing
- Parc de l'île Hoping
- Parc Jhongjheng

## Comté de Changhua
- Jardin d'Alice
- Jardins Changhua Fitzroy
- Parc Yuanlin

## Comté de Chiayi
- Parc Meishan
- Parc Wu Feng

## Comté de Hualien
- Parc écologique des marécages de Matai'an
- Parc côtier de Qixingtan

## Comté de Kinmen
- Parc du bord de mer de Houhu
- Parc du bord de mer de Jincheng

## Comté de Lienchiang
- Parc Shengtian

## Comté de Miaoli
- Parc riverain de Dongxing
- Parc Ren'ai

## Comté de Nantou
- Parc d'Histoire Militaire de Jiji
- Parc naturel de Songbailun

## Comté de Pingtung
- Parc forestier de Linhousilin
- Parc Longpan
- Parc naturel de Sheding

## Comté de Taitung
- Parc culturel de Beinan
- Parc riverain de Guanshan
- Parc forestier de Taitung

## Comté de Yilan
- Parc aquatique de la rivière Dongshan
- Parc culturel et forestier de Luodong
- Parc des sports de Luodong
- Aire panoramique nationale de Wulaokeng

## Comté de Yunlin
- Parc des sports d'Erlun

## Comté de Penghu
- Parc de Longgui

## Voir également
- Liste des parcs nationaux de Taïwan
- Liste des attractions touristiques de Taïwan